# San Antonio Brahmas
| San Antonio Brahmas                                             | San Antonio Brahmas                                               |
| Gegründet 2022 Spielen in San Antonio, Texas                    | Gegründet 2022 Spielen in San Antonio, Texas                      |
| --------------------------------------------------------------- | ----------------------------------------------------------------- |
| \| \| \| \| \| \|                                               |                                                                   |
| Liga                                                            |                                                                   |
| - XFL (2023) South Division (2023) - UFL (2024–) XFL Conference |                                                                   |
| Personal                                                        |                                                                   |
| Besitzer                                                        | Alpha Acquico, LLC (RedBird Capital, Dwayne Johnson, Dany Garcia) |
| Head Coach                                                      | Wade Phillips                                                     |
| Teamgeschichte                                                  |                                                                   |
| Teamnamen                                                       | - San Antonio Brahmas (2023–heute)                                |
| Erfolge                                                         |                                                                   |
| Meisterschaften (0)                                             |                                                                   |
| Division-Siege (1) UFL XFL Conference 2024                      |                                                                   |
| Play-off-Teilnahmen (1) UFL 2024                                |                                                                   |
| Stadien                                                         |                                                                   |
| Alamodome (seit 2023)                                           |                                                                   |
|                                                                 |                                                                   |
|                                                                 |                                                                   |

Die San Antonio Brahmas sind eine American-Football-Mannschaft aus San Antonio, Texas. Sie spielen in der United Football League (UFL). Das Franchise wurde 2022 als Team der XFL gegründet, die 2024 in die UFL aufging.

## Geschichte
Die XFL spielte 2020 ihre erste Saison, welche durch die Covid-19-Pandemie nach fünf Spieltagen abgebrochen wurde. Nachdem geplant wurde den Spielbetrieb im Februar 2023 wieder aufzunehmen, wurde im Jahr 2022 das Franchise gegründet. Besitzer des Teams sind die RedBird Capital Partners, Dwayne Johnson und Dany Garcia. Die Brahmas nahmen den Platz der Los Angeles Wildcats ein. Es ist seit 2019 das erste professionelle American-Football-Team in San Antonio. Am 19. Februar 2023 spielten die Brahmas das erste Ligaspiel ihrer Geschichte gegen die St. Louis BattleHawks, welches mit 15:18 verloren ging. Das Spiel sahen 24.000 Zuschauer. In ihrer ersten XFL-Saison gewannen sie drei Spiele bei sieben Niederlagen und verpassten somit die Playoffs.
| Saison | Liga  | Division/Conference | Platz | Spiele | S  | N  | SQ    | P+  | P−  | Diff | Halbfinale        | Championship Game |
| ------ | ----- | ------------------- | ----- | ------ | -- | -- | ----- | --- | --- | ---- | ----------------- | ----------------- |
| 2023   | XFL   | South Division      | 3.    | 10     | 3  | 7  | 0,300 | 169 | 183 | –14  | –                 | –                 |
| 2024   | UFL   | XFL Conference      | 2.    | 10     | 7  | 3  | 0,700 | 192 | 153 | +39  | Battlehawks 25–15 | Brahmas 0–25      |
| 2025   | UFL   | XFL Conference      |       |        |    |    |       |     |     |      |                   |                   |
| Summe  | Summe | Summe               | Summe | 20     | 10 | 10 | 0,500 | 361 | 336 | +25  |                   |                   |

## Erwähnenswerte Spieler
- Kalen Ballage (RB, 2023 bis heute)
- Cody Latimer (WR, 2024 bis heute)